# Rónaszéki Gusztáv
Rónaszéki Gusztáv, Kirchbaum Ágoston (Királyvölgy, 1854. ? – Budapest, 1913. február 8.) színész, rendező, színműíró.

## Életútja
Gyógyszerésznek készült és oklevelének megszerzése után lépett a színi pályára, 1871. február 14-én, Huszton, Miklósy Gyulánál Kirchbaum Ágoston néven. 1880-ban Aradon, 1883-ban Krecsányi Ignácnál, 1886-ban a Népszínháznál, 1887–1889-ben Valentin Lajosnál, 1890-ben Feld Zsigmondnál, 1891-ben Csóka Sándornál működött. 1891. január 11-én Székesfehérvárott megülte 20 éves jubileumát A betörők című népszínművében. 1896. januárban Aradon 25 éves jubileumát ülte meg.
1891 őszétől Leszkay András mellett a debreceni színház művezetője volt. 1896-ban a Vígszínház megnyitásakor ő is a fővárosba szerződött Ditrói Mór hívására és tagja is maradt a Vígszínháznak mindaddig, amíg betegsége ágyba nem döntötte. 1909-ben vonult nyugdíjba. Intelligens, sokoldalú színész volt s tevékeny részt vett a Színészegyesület munkálkodásán is, ahol később alelnökké választották meg. A Vígszínház színésziskolájának kezdettől titkára volt, majd amikor az iskola a Színészegyesület kezelésébe ment át, akkor Rónaszéki lett az igazgatója.
Vidéki működése idején (1882. augusztus 13-án) alkalma volt a Népszínházban vendégszerepelni, a Vereshajú című népszínmű Veréb Jankó szerepében, amidőn ezt a kritikát kapta: Ügyes, gyakorlott színész, eleven mozgású, hangjának meg van a vastag komikumhoz nélkülözhetetlen érdessége és ereje. (Pesti Hirlap, 1882. augusztus 14.) 27 év alatt megfordult az ország majdnem minden városában; volt színlaposztó, igazgató, karmester, zenész, művezető, rendező, dramaturg; játszott apát, hőst, szerelmest, szelest, komikust, intrikust, lírikust, naturburschot és énekelt is.

## Családja
Atyja Kirchbaum Gyula, anyja Czauner (Szaumer) Jozefin (meghalt 1888. március végén, Zsolnán.)
Első felesége Szentesy Vilma színésznő, operett- és népszínmű primadonna, akivel 1878. január 21-én Szabadkán kötött házasságot a Szent Teréz-templomban, az esküvői tanúk Breznay Géza és Krecsányi Ignác voltak.
Második neje: Rostagni (rosztányi) Irén (azelőtt Karikás Józsefné), színésznő. 1863-ban született Pesten. 1883. szeptember 16-án lépett színi pályára Nagy Vincénél. 1896-ban a Vígszínház tagja lett. 1915. június havában nyugdíjazták. Házasságuk 1887. augusztus 29-én volt, Máramarosszigeten. 1937. február 3-án hunyt el Budapesten. (Rónaszékiné atyja: Rostagni Alajos, olasz származású rajztanár, 1886. január 16-án Budapesten hunyt el.)
Leánya: Rónaszéki Irén, színésznő, 1908-ban Kecskeméten működött, onnan május havában a Vígszínház szerződtette, ahol május 3-án mutatkozott be a Szatír című színmű Suzanne szerepében.

## Fontosabb szerepei
- Vlad Marci (Balog I.: Mátyás diák)
- Veréb Jankó (Lukácsy S.: A vereshajó)
- Flinserl (Bittner: Egy könnyelmű leány)
- Cyprián (Strauss: Methusalem herceg)
- Celestin (Hervé: Nebántsvirág)
- Rettegi Fridolin (Schönthan fivérek: A szabin nők elrablása)

## Főbb rendezései
- Kraatz-Stobitzer: Forgó szél;
- Szigligeti E.: Aggteleki barlang;
- Suppé: Boccaccio;
- Poole: Pry Pál.

## Működési adatai
1871–72: Pécs; 1872. ősz–1874: Bokody Antal; 1874: Bíró Sándor; 1874 tele: Miklósy Gyula; 1876–78: Krecsányi Ignác; 1878 tavasza: Kolozsvár; 1878–80: Aradi Gerő; 1883. máj.: Krecsányi; 1884 tavasza: Népszínház; 1884–86: Várszínház; 1886–89: Debrecen; 1890–91: Székesfehérvár; 1891 tavasza: Újvidék.
Művezetőként: 1891–93: Debrecen; 1893–96: Arad–Nagyvárad.

## Színművei
- A betörők, főv. népszínmű 3 felvonás, Bem. 1890. június 8. Budai Színkör.
- Királyi tréfa, operett 2 felvonás, Zenéjét szerezte: Norgauer Ágost. Bemutató: 1892. április havában, Pozsonyban, Krecsányi Ignác színtársulatánál.
- A dadai uzsorás, népszínmű 3 felvonásban, Bemutató: 1893. július 16. Budai Színkör.
- A paradicsom (Huszárosan), operett 3 felvonás. Zenéjét szerezte: Barna Izsó. Bem. 1894. augusztus 31. uo.
- Ördögűző huszártiszt, vj. 1895. Nagyvárad.
- Vasárnap délután, énekes bohózat 3 felvonásban, Zenéjét szerezte: Barna Izsó. Bem. 1896. április 12. Városligeti Színkör.
- A mama bárót akar, vj. 3 felvonás, 1875. Székesfehérvár.
- Házasság a börtönben, vj. 3 felvonás, 1886-ban adták Debrecenben, Balogh Gusztáv zenéjével.
- Asszonyok bűne, népsz. 4 felvonás, 1889. április 4. Népszínház.
- Tyukodi Lőrinc és famíliája, bohózat 3 felvonásban, 1889. július 22. Budai Színkör.
- A méltóságos csizmadia, bohózat 3 felvonásban, 1895. Nagyvárad.
- Bimbófeslés, monolog. Arad. 1895.